# غمر جليدي ويسكونسن
إن حقبة الغمر الجليدي ويسكونسن, المسماة أيضًا باسم الغمر الجليدي ويسكونسن, كانت أحدث زحف هائل للغطاء الجليدي لورينتايد أمريكا الشمالية. ويعرف هذا الزحف عالميًا باسم العصر الجليدي الآخير. لقد امتد الغمر الجليدي ويسكونسن منذ ما يقرب من 85 ألف إلى 10 آلاف سنة مضت ما بين الفترة بين العصرين الجليدين والفترة بين الجليدية الحالية. ولقد وقع أقصى زحف جليدي منذ ما يقرب من 21 عامًا أثناء آخر أقصى امتداد جليدي، والمعروف أيضًا باسم ويسكونسن الأخير في أمريكا الشمالية.
لقد أدى هذا الغمر الجليدي إلى إحداث تغيير جذري في جغرافية أمريكا الشمالية في المنطقة الواقعة شمال نهر أوهايو. وفي ذروة حقبة الغمر الجليدي ويسكونسن، غطى الغطاء الجليدي معظم كندا والإقليم الأوسط الشمالي الشرقي ونيو إنجلاند, بالإضافة إلى أجزاء من أيداهوا ومونتانا وواشنطن. ويمكن بسهولة رؤية الأخاديد التي خلفتها أحداث الغمر الجليدي تلك في جزيرة كيليز الواقعة في بحيرة إري أو في نيويورك في سنترال بارك. وفي جنوب غرب ساسكاتشوان وجنوب شرق ألبرتا هناك منطقة التقاء الغطاء الجليدي لورينتايد وكورديليران حيث تشكلت مرتفعات سيبرس, وهي أقصى نقطة في شمال أمريكا الشمالية ظلت جنوب الغطاء الجليدي القاري. وفي قمة الغمر الجليدي يحتمل أن يكون جسر يابسة بيرنجيا قد أتاح هجرة الثدييات, ومن بينها الإنسان، إلى أمريكا الشمالية قادمةً من سيبيريا.

## دور الغمر الجليدي في هجرة الإنسان
لقد تأثرت هجرة الإنسان في عصور ما قبل التاريخ تأثرًا كبيرًا بالعصر الجليدي الأخير والمعروف في أمريكا الشمالية باسم الغمر الجليدي ويسكونسن. في عصر ويسكونسن الماضي, سمح جسر يابسة عبر مضيق برينغ بوصول أول إنسان إلى أمريكا الشمالية قادمًا من آسيا (هناك نظرية أخرى تقول بحدوث الهجرة عبر الساحل، انظر استيطان الأمريكتين). ولقد فُتحت سبل هجرة الإنسان أثناء فترات الأدوار الجليدية في أوروبا وآسيا أيضًا.

## الحياة النباتية والحياة الحيوانية
كانت الحياة النباتية والحياة الحيوانية في أمريكا الشمالية تتوزع بطريقة مختلفة إلى حد ما أثناء عصر ويسكونسن، نتيجة اختلاف درجات الحرارة وتوزيع المياه السطحية، وفي بعض الحالات، تغطية سطح الأرض بطبقات من الجليد. ولقد تم إجراء عدد من الدراسات العلمية لتحديد توزيع الأجناس ، لاسيما أثناء عصر ويسكونسن الأخير وفترة بداية ومنتصف العصر الحديث. ومن أمثلة نتائج تلك الدراسات دراسات بحث أجري عن أنواع الحياة النباتية باستخدام عينات من قلب حبوب اللقاح من نباتات حديثة في آريزونا. ولقد وجد باحثون هنا في مرتفعات ووترمان أن عرعر أوستيوسبرما والصنوبر أحادي الورقة كانتا من الشجر السائد في الفترة من أوائل إلى منتصف العصر الحديث، في حين أن مونداريلا أريزوناكا كان حتى اليوم من النباتات الشائعة. الميس الشبكي مثال لنبات كان في بداية العصر الحديث عقب انقشاع الغمر الجليدي ويسكونسن، ولم يعد هذا النواع موجودًا الآن في موقع جبال ووترمان.

## في سييرا نيفادا
في سييرا نيفادا, هناك ثلاث مراحل معروفة للماكسيما الجليدية (يطلق عليها خطأً في بعض الأحيان اسم العصور الجليدية) فصلت بينها أحقاب أكثر دفئًا. وتسمى تلك الماكسيما الجليدية، من الأقدم إلى الأحدث، تاهوا وتينايا وتيوجا. ولقد وصل تاهوا أقصى امتداد له منذ ما يقرب من 70 ألف عام. ولا تتوفر الكثير من المعلومات عن تينايا. وكان تيوجا آخر فترة في حقبة ويسكونسن وأقلها حدة.